# Cello rock
Cello rock og cello metal er undergenrer indenfor rock og heavy metal karakteriseret af brugen af celloer, såvel som andre strengeinstrumenter som violiner og bratsch som ledende instrument, sammen med eller i stedet for mere traditionelle rockinstrumenter såsom elektriske guitarer, el-bas og trommer.
Celloer, som oftest i grupper på tre eller flere, benyttes til at frembringe en lyd, rytme og tekstur, der ligner den familiære lyd af rock, men tydeligt forandret af den unikke klangfarve fra de mere traditionelle genrer for cello og andre strengeinstrumenter. Celloer og andre strengeinstrumenter forstærkes ofte og/eller ændres elektronisk, og ofte spilles de på en måde, hvor de efterligner lyden af elektriske guitarer. De kombineres ofte med andre elementer typisk for rock, som rocklignende vokaler og trommer.
| Musik | Spire Denne musikartikel er en spire som bør udbygges. Du er velkommen til at hjælpe Wikipedia ved at udvide den. |